# 愛知祝祭管弦楽団
愛知祝祭管弦楽団（あいちしゅくさいかんげんがくだん）は、日本のアマチュアオーケストラの一つで、愛知県を中心に活動を行う。マーラーの大編成交響曲やワーグナーのオペラ全曲公演など、管弦楽と合唱からなる大編成の楽曲を中心に取り組む。日本アマチュアオーケストラ連盟会員。

## 概要
- 2005年7月、「愛知万博祝祭管弦楽団」として集まったメンバーにより設立[2]。
- 2005年8月、「マーラープロジェクト名古屋」に改称[2]。
- 2010年10月、「ワーグナープロジェクト名古屋」に改称[2]。
- 2013年9月、「愛知祝祭管弦楽団」に改称[2]。
- 2014年5月、パルジファル公演を実施した「ワーグナープロジェクト名古屋実行委員会」が「第９回名古屋音楽ペンクラブ賞」受賞[2]。
- 2016年12月、音楽監督に三澤洋史が就任[2]。

## 年表
- 2005年7月17日：愛知万博祝祭管弦楽団　スペシャルコンサート
  - 曲目:マーラー　交響曲第5番、モーツアルト　ヴァイオリン協奏曲第５番「トルコ風」[3]。
- 2006年10月8日:マーラープロジェクト名古屋「大地の歌」演奏会
  - 曲目:マーラー 交響曲「大地の歌」、ワーグナ一 楽劇 「ニュルンベルグのマイスタージンガー」抜粋 [4]
- 2010年8月29日:マーラープロジェクト名古屋管弦楽団演奏会
  - 曲目:マーラー 交響曲第４番、ワーグナー 「トリスタンとイゾルデ」から抜粋 [5]
- 2013年8月25日:ワーグナー舞台神聖祝祭劇「パルジファル」
  - 曲目:ワーグナー舞台神聖祝祭劇「パルジファル」全三幕 [6][7][8][9]
- 2014年10月26日
  - 曲目:ワーグナー　楽劇「ニュルンベルグのマイスタージンガー」第１幕への前奏曲（1幕の導入つき）
  - バッハ　2つのヴァイオリンのための協奏曲　ニ短調　BWV1043
  - ブルックナー　交響曲第８番（ハース版）[10]
- 2015年7月25日:「嘆きの歌」2015　特別演奏会
  - 曲目:マーラー　カンタータ「嘆きの歌」（１８８０年初稿版）、交響詩「葬礼」、花の章 [11]
- 2015年9月22日: マーラー・フェステヴァル・オーケストラ・ジャパン ウィーン・ムジークフェライン公演
  - 曲目:マーラー　交響曲第二番「復活」[12]
- 2016年9月11日:愛知祝祭管弦楽団 2016-2019「ニーベルングの指環」４部作　序夜「ラインの黄金」
  - 曲目:ワーグナー「ラインの黄金」全一幕 [13][14][15]
- 2017年6月11日:愛知祝祭管弦楽団 2016-2019「ニーベルングの指環」４部作　第一夜「ワルキューレ」
  - 曲目:ワーグナー「ワルキューレ」全三幕 [16][17][18][19][20][21][22][23]
- 2018年9月2日:愛知祝祭管弦楽団 2016-2019「ニーベルングの指環」４部作　第二夜「ジークフリート」
  - 曲目:ワーグナー「ジークフリート」全三幕 [24]
- 2019年8月18日:愛知祝祭管弦楽団 2016-2019「ニーベルングの指環」４部作　第三夜「神々の黄昏」
  - 曲目:ワーグナー「神々の黄昏」全三幕 [25][26][27][28][29]
- 【新型コロナウィルスの影響で公演中止】2020年9月5日,9月6日:愛知祝祭管弦楽団 三澤洋史のRING 2020 ワーグナー/序夜と3日間のための舞台祝祭劇「ニーベルングの指環」4部作 三澤洋史によるダイジェスト版　~2日間で描ききる指環のドラマ~
  - 曲目:ワーグナー「ラインの黄金」「ワルキューレ」「ジークフリート」「神々の黄昏」より[30]
- 2021年8月15日:愛知祝祭管弦楽団 ワーグナー・ガラスペシャルコンサート
  - 歌劇「タンホイザー」から 
    - 序曲（ドレスデン版）
    - 2幕から「この清き殿堂を」
    - 3幕から「夕星の歌」「ローマ語り～終幕」

  - 「トリスタンとイゾルデ」から 
    - 前奏曲
    - 2幕「愛の二重唱」
    - 3幕「イゾルデの愛の死」

  - 歌劇「ローエングリン」から 
    - 1幕への前奏曲～ローエングリン登場
    - 2幕2景から
    - 3幕への前奏曲～結婚行進曲、「はるかな国へ」

  - 舞台神聖祝祭劇「パルジファル」から　 
    - 1幕の場面転換の音楽
    - 2幕　クンドリの場面
    - 3幕　終幕の場面[31]
- 2022年8月28日:「トリスタンとイゾルデ」
  - 曲目:ワーグナー「トリスタンとイゾルデ」全三幕 [32][33][34]
- 2023年8月20日:「ローエングリン」
  - 曲目:ワーグナー「ローエングリン」全三幕 [35][36][37]